# NGC 4363
NGC 4363 est une galaxie spirale vue de face et située dans la constellation du Dragon. NGC 4363 a été découverte par l'astronome germano-britannique William Herschel en 1797.

## Caractéristiques
NGC 4363 présente une large raie HI.

### Distance
Sa vitesse par rapport au fond diffus cosmologique est de 1 466 ± 3 km/s, ce qui correspond à une distance de Hubble de 21,6 ± 1,5 Mpc (∼70,5 millions d'al).

### Brillance de surface
En raison d'une brillance de surface égale à 14,23 mag/am2, on peut qualifier NGC 4363 de galaxie à faible brillance de surface (LSB en anglais pour low surface brightness). Les galaxies LSB sont des galaxies diffuses (D) avec une brillance de surface inférieure de moins d'une magnitude à celle du ciel nocturne ambiant.

## Groupe de NGC 4589
NGC 4363 est une galaxie brillante dans le domaine des rayons X et elle fait partie du groupe de NGC 4589 qui comprend au moins 17 autres galaxies brillantes également dans le domaine des rayons X soit NGC 4127, NGC 4133, NGC 4159, NGC 4291, NGC 4319, NGC 4331, NGC 4386, NGC 4589, NGC 4648, UGC 7086, UGC 7189, UGC 7238, UGC 7265, UGC 7844, UGC 7872 et UGC 7908.
Ce même groupe est aussi mentionné dans un article publié par A.M. Garcia en 1993, mais il ne comprend que 11 galaxies. Deux nouvelles galaxies qui ne brillent pas dans le domaine des rayons X y apparaissent, soit NGC 3901 et UGC 6996.
Abraham Mahtessian mentionne aussi l'existence de ce groupe, mais il n'y figure que 6 galaxies, soit NGC 4133, NGC 4159, NGC 4291, NGC 4319, NGC 4386 et NGC 4589.
La fusion des galaxies des trois sources donnent une liste de 19 galaxies pour le groupe de NGC 4589.